# Vorwählgetriebe
Ein Vorwählgetriebe, auch Vorwahlgetriebe oder Preselector-Gearbox, ist ein Handschaltgetriebe, bei dem der gewünschte Gang mit einem Schalthebel zunächst vorgewählt und dann bei Betätigung eines weiteren Bedienelementes, zum Beispiel eines Pedals, eingerückt wird, ohne dass gleichzeitig ein Kupplungspedal getreten werden muss.:S. 112 Es war, vornehmlich in den 1930er-Jahren, bei Pkw-Modellen verbreitet.
Die meisten Vorwählgetriebe benötigen keine vom Fahrer bediente Kupplung. Manche sind mit einer Anfahrkupplung verbunden.
Ein Vorwahlgetriebe ist kein Automatikgetriebe, auch wenn es Ähnlichkeiten im Aufbau gibt. Ein vollautomatisches Getriebe wählt selbsttätig eine geeignete Übersetzung, während das Vorwählgetriebe die Wahl der richtigen Gangstufe in der Hand des Fahrers belässt. Es gab automatisch schaltende Getriebe, die auch als Vorwählgetriebe bedient werden konnten (zum Beispiel beim Londoner Doppeldeckbus AEC Routemaster aus den 1960er Jahren).
Es gibt verschiedene Bauarten von Vorwählgetrieben, die sich wesentlich unterscheiden. Das bekannteste System ist das von Wilson. Einige Vorwählgetriebe, wie das von Cotal, legen sofort nach Betätigung des Schalthebels den gewünschten Gang ein, ohne dass vorher ein zusätzliches Pedal betätigt werden müsste. Diese nennt man „selbstschaltende Getriebe“, gelten aber als Vorwählgetriebe. In den letzten Jahren übernahmen die Tiptronic und ähnliche automatisierte Getriebe die Rolle der Vorwählgetriebe. Bei ihnen kann die Fahrstufe manuell gewählt werden und wird dann sofort automatisch eingerückt.

## Vorteile des Vorwählgetriebes
Für den Fahrer gibt es zwei Vorteile:
- Schneller Gangwechsel mit nur einem einzigen Bedienvorgang. Dies setzt weniger Übung voraus als zum Beispiel Doppelkuppeln und ermöglicht schnellere Gangwechsel beim Rennen.
- Wesentlich größere Motorleistungen können mit weniger aufwändiger Mechanik beherrscht werden.

In technischer Hinsicht bieten einige Bauarten von Vorwählgetrieben besondere Vorteile. Beim Wilson-Vorwählgetriebe sind dies folgende, von denen einige allerdings auch auf einige andere, vollkommen unterschiedliche Bauarten zutreffen:
- Die Reibkomponenten sind Bremsen anstatt Kupplungen. Diese sind einfacher aufgebaut, da ihre Verschleißteile nicht rotieren.
- Die Reibkomponenten sind außen angebracht und nicht vom Betätigungsmechanismus verdeckt. Dies erleichtert Wartungs- und Einstellungsarbeiten.

Vorwählgetriebe gab es in Daimler-Personenwagen und -Nutzfahrzeugen, Pkw von Maybach, Alvis, Talbot-Lago, Delahaye, Ford France, Salmson, Hotchkiss, Bugatti und Armstrong Siddeley, sowie an vielen Omnibussen in London. Auch in Rennwagen, wie dem ERA R4D von 1935 und Bergrennwagen fand man sie. Auch bei Militärfahrzeugen baute man ab 1929 Vorwählgetriebe ein, so zum Beispiel beim Panzerkampfwagen VI Tiger und beim Panzerkampfwagen VI Tiger II im Zweiten Weltkrieg. Auch moderne Panzer, wie der Challenger 2, haben Vorwählgetriebe.

## Bauarten

### Planetengetriebe
Viele Vorwählgetriebe arbeiten mit Planetenradsätzen.

#### Wilson
Wilson ist die bestbekannte Konstruktion und ist häufig gemeint, wenn man vom „Vorwählgetriebe“ spricht.
Major W. G. Wilson (1874–1957) war einer der Miterfinder des Panzers im Ersten Weltkrieg.:S. 190 Sein Hauptaugenmerk lag auf der Entwicklung von Getrieben für Panzer, insbesondere der Lenkgetriebe. Er befürwortete Planetengetriebe, weil sie große Drehmomente mit geringen Stellkräften übertragen konnten.:S. 70–74 1917 konstruierte Wilson den Mark V mit seinem Planetengetriebe. Wilson sah den wesentlichen Vorteil in der Steuerung durch eine Bremse anstatt einer Kupplung, weil „eine Bremse mehr mechanische Beanspruchung verträgt als eine Kupplung und ihr Einsatz leichter zu beurteilen ist.“:S. 180 Der Mark V war der erste schwere Panzer, der von nur einem Fahrer bewegt werden konnte, ohne dass dieser Befehle an seine Kameraden, die die Gangschaltung bedienten, hätte weitergeben müssen.
Ab 1900 hatte die Lanchester Motor Company bereits Personenwagen mit handgeschalteten Planetengetrieben gebaut, zunächst mit Konuskupplungen, dann mit Mehrscheiben-Flachkupplungen. Sie bildeten die einzelnen Fahrstufen des Antriebs. 1918 wurde ein Panzer-Prototyp, die Lanchester-Gearbox-Mashine oder Experimental Machine K, getestet, die mit einem Planetengetriebe von Lanchester ausgestattet war.:S. 122
Nach dem Krieg hatte Wilson einen guten Ruf als genialer Ingenieur, besonders für die Konstruktion von Getrieben. 1928 ließ er seine Konstruktion eines Vorwählgetriebes patentieren. Viele Hersteller fertigten Vorwählgetriebe nach Wilson-Patenten. Wilson selbst tat sich mit John Davenport Siddeley, Miteigentümer des Automobilherstellers Armstrong Siddeley, zusammen, zunächst unter dem Namen „Improved Gears Ltd“, später unter dem Namen „Self-Changing Gears Ltd“.:S. 271

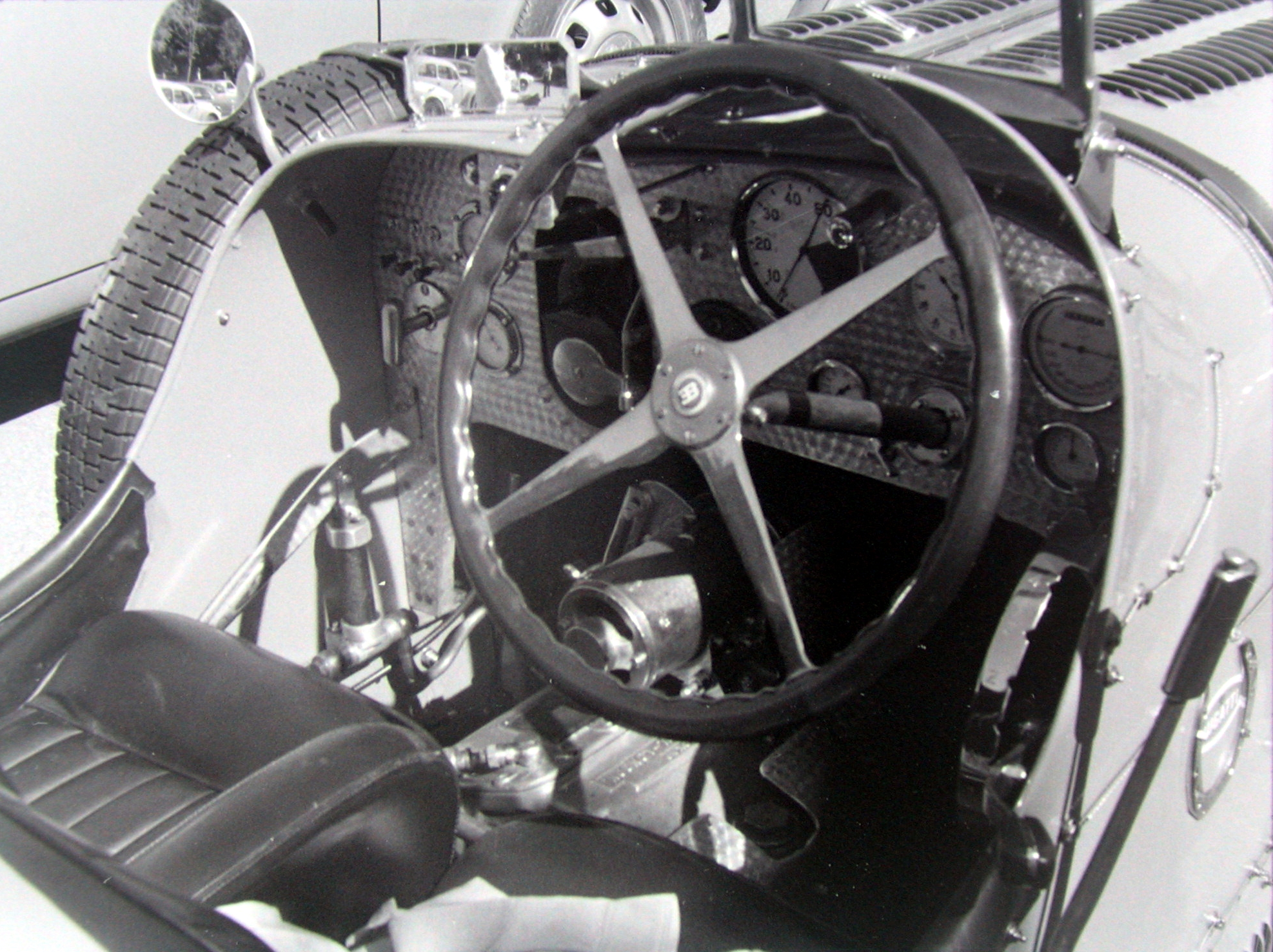
Vorwahlschalter im Bugatti Type 51 Cockpit, mit Wilson pre-selection Gearbox

Der Gang wurde durch Betätigen eines Wahlhebels angewählt. Der gewählte Gang wurde dann durch Betätigen und Wiederloslassen eines „Gangwechselpedals“ eingelegt, das normalerweise links am Pedalsatz anstelle des normalen Kupplungspedals angebracht war.
Das Wilson-Vorwählgetriebe konnte mit einer Anzahl verschiedener Kupplungen eingesetzt werden. Die bekannteste ist die Flüssigkeitskupplung, etwa bei Tourenwagen von Daimler oder Armstrong Siddeley. Sportwagen hatten eine Newton-Zentrifugalkupplung. Das war eine Mehrscheiben-Trockenkupplung, ähnlich den damaligen, bei Rennwagen zusammen mit Handschaltgetrieben eingesetzten Kupplungen, aber mit einer Druckplatte, die durch Zentrifugalkräfte bei etwa 600/min eingerückt wurde.:98 Rennwagen wie der ERA hatten keine Kupplung und fuhren durch das zunehmende Schließen der Bandbremse des ersten Planetensatzes an.
Das Wilson-Getriebe bestand aus einer Reihe von Planetensätzen, die – ebenfalls nach einer Erfindung Wilsons – hintereinander geschaltet waren. Jeder folgende Planetensatz reduzierte die Übersetzung weiter, wenn er eingeschaltet war. Für jede Gangstufe war ein eigener Planetensatz vorgesehen; der höchste Gang hatte stattdessen eine Konuskupplung und der Rückwärtsgang ebenfalls einen Planetensatz.:S. 115–116 Zu einer Zeit, als die meisten handgeschalteten Getriebe drei Vorwärtsgänge hatten, bot das Wilson-Getriebe vier, die enger abgestuft waren. Diesen Aufbau mit Planetensätzen hat das Wilson-Getriebe mit modernen Automatikgetrieben gemeinsam, aber der Einsatz von Drehmomentwandlern zusammen mit dem breiteren Leistungsband und der großen Leistung der US-amerikanischen V8-Motoren bedeutete, dass die Spreizung der Gangstufen größer war und damit weniger Gangstufen erforderlich waren. Anders als bei den Stirnradgetrieben der ersten Hälfte des 20. Jahrhunderts sind alle Zahnräder in einem Vorwählgetriebe dauernd im Eingriff.
Der Gangwechsel bei einem Wilson-Getriebe beruht auf der Steuerung der Bremsbänder, die die Hohlräder der Planetensätze festhalten. Jedes Bremsband wurde durch eine rotierende Nocke betätigt, die durch den Schalthebel bewegt wurde. Nur jeweils ein Bremsband war dadurch angezogen. Der kleine Schalthebel konnte jedoch nicht genügend Kraft übertragen, um ein Bremsband anzuziehen, daher wurde das zusätzliche Pedal benötigt. Dies war auch der Grund, warum man zum Gangwechsel ein Pedal, das durch einen starken Beinmuskel bewegt wurde, verwendete und keinen Handhebel. Die Bewegung des Bremsbandes wurde durch einen Koppelmechanismus gesteuert, ein besonderes Detail der Wilson-Konstruktion.:S. 115–116 Wenn das Pedal betätigt und dann losgelassen wurde, wurde eine Reihe von fingerförmigen Hebeln durch eine starke Spiralfeder gegen eine Reihe leichter Koppelstangen hochgedrückt. Die Position jeder Koppelstange wurde durch die Schaltnockenwelle gesteuert. Wenn die Schaltnocke (eine für jede Gangstufe) eine Koppelstange festhielt und sie daran hinderte, wegzuschwingen, presste sie über einen Betätigungsstößel auf die Hebel, die das Bremsband betätigten. Diese Hebel sorgten unter der Kraft der Spiralfeder für die zusätzliche Hubkraft, die notwendig war, um das Bremsband festzuhalten, bis das Pedal das nächste Mal betätigt wurde. Eine weitere Charakteristik der Wilson-Konstruktion waren die selbstnachstellenden Schrauben an jedem Bremsband, um dessen Verschleiß auszugleichen. Die fortwährende Betätigung und Lösung der Bremsbänder reichte aus, die Ratschenmechanismen der Schrauben so zu verstellen, dass sie die Längung der Bänder kompensieren konnten.:S. 115–116
Bei manchen Fahrzeugen musste man zum Anfahren das Gangwechselpedal wie ein Kupplungspedal bedienen. Bei anderen konnte man den ersten Gang einlegen, wenn der Motor noch im Leerlauf lief, aber der Wagen bewegte sich auch nach Betätigen und Loslassen des Gangwechselpedals nicht. Wenn man dann Gas gab, rückte eine Zentrifugal- oder Flüssigkeitskupplung ein und der Wagen fuhr los.

#### Talbot
Das von Georges Roesch konstruierte „beschleunigende Getriebe“, das in den 1930er-Jahren in einige britische Talbot-Modelle eingebaut wurde, nahm automatisch eine Voreinstellung für den ersten Gang vor, sobald der Rückwärtsgang eingelegt war. Nach dem Einlegen des zweiten Gangs wurde automatisch der dritte vorgewählt, nach dem Einlegen des dritten automatisch der vierte. Dann schaltete das Getriebe automatisch (je nach Fahrgeschwindigkeit) zwischen drittem und viertem Gang, bis ein anderer Gang manuell vorgewählt wurde.
Dieses Getriebe hatte eine Fliehkraftkupplung, die Talbot als „Traffic Clutch“ bezeichnete.:S. 98–99 Diese Kupplung war eine einfache Einrichtung mit zwei radial beweglichen Schuhen, ähnlich einer Trommelbremse.

#### De Normanville
Dieses Getriebe wurde von De Normanville hergestellt und in Humber-Automobilen verwendet.:S. 120 Es ähnelte größtenteils dem von Wilson, hatte aber eine direkte, hydraulische Betätigung der Bremsbänder, die über einen Schalthebel an der Lenksäule des Wagens gesteuert wurde und so weder ein Gangwechselpedal noch einen Koppelmechanismus benötigte.
De Normanville wurde später Teil von Laycock-de Normanville, einem Unternehmen, das unter anderem Overdrives für viele Automobilhersteller baute.

#### Cotal

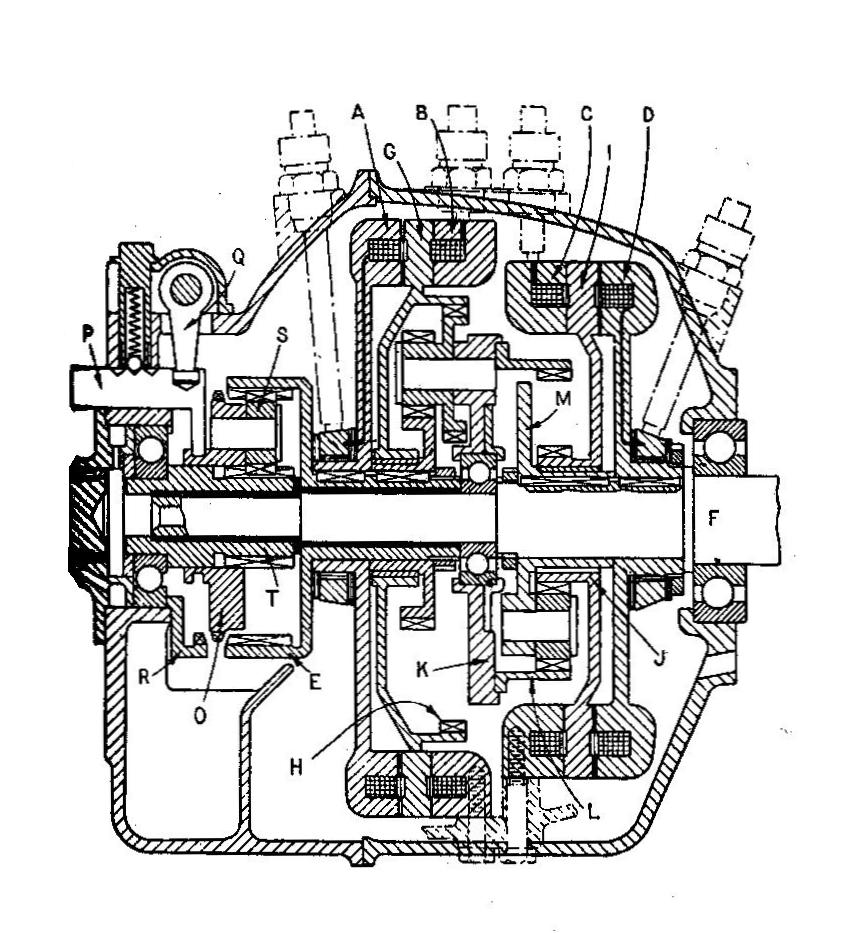
Cotal-Vorwählgetriebe (Schnittzeichnung)

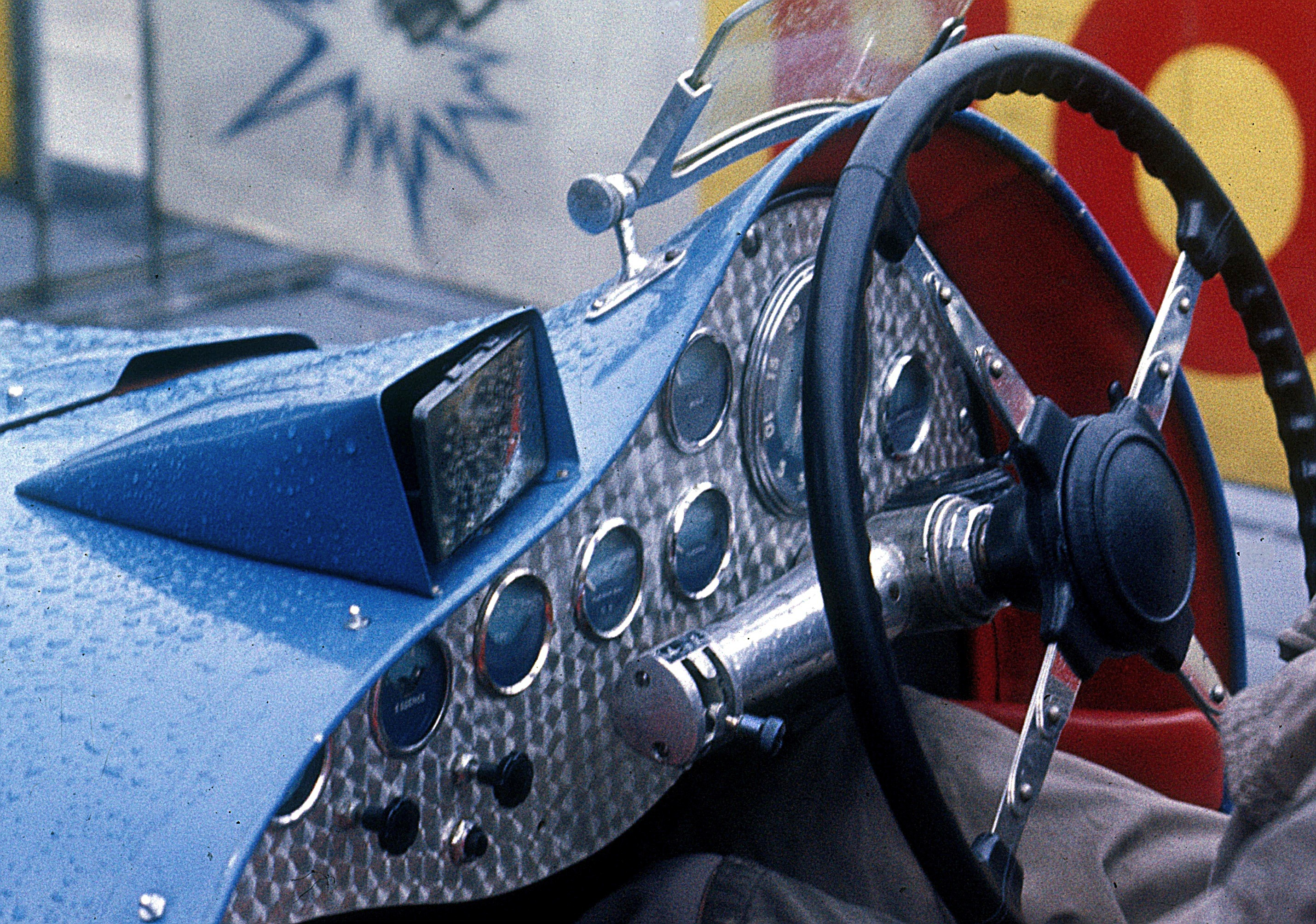
Schalter des elektromagnetischen Cotal-Vorwählgetriebes im Delahaye Type 135 MS

Das Cotal-Vorwählgetriebe der 1930er-Jahre war ein handgeschaltetes Planetengetriebe, wie das von Wilson. Der Unterschied bestand darin, dass es anstatt der Bandbremsen elektrisch betätigte Kupplungen hatte. Die beiden Kupplungen bestanden aus je einer zentralen Stahlscheibe und je zwei mit Spiralfedern bestückten Ringen, wovon einer rotierte und einer fest war. Letzterer konnte entweder als Kupplung oder als Bremse betrachtet werden. Schleifringe übertrugen den Strom auf die rotierenden Kupplungsteile.
Anders als beim Wilson-Vorwählgetriebe wurden diese Kupplungen durch einen einfachen, am Armaturenbrett oder an der Lenksäule montierten Schalter, der als „Kirsche auf einem Zahnstocher“ beschrieben wurde und Relais gesteuert wurde. Es gab keinen Servomechanismus, also auch keine Nocken, keinen Koppelmechanismus und kein Gangwechselpedal wie bei der Wilson-Konstruktion.
In den 1950er- und 1960er-Jahren nutzte Cotal die gleiche Technik, um eine elektrisch betätigte Kupplung für kleine Renault-Fahrzeuge (mit Handschaltgetrieben, aber ohne Kupplungspedal) zu bauen. Fahrzeuge, wie die Renault Caravelle oder Dauphine waren damit erhältlich. Diese elektrisch betätigten Kupplungen waren aber nicht sehr erfolgreich, denn das gesamte Motordrehmoment musste durch sie übertragen werden, wodurch sie sehr groß und kräftig sein mussten und ständig an Problemen mit den Schleifringen litten. Es gab auch ein dem Cotal-Vorwählgetriebe ähnliches Getriebe, das von Ferlec gebaut wurde. Es arbeitete mit einer Magnetpulverkupplung und Schalttasten am Armaturenbrett. Renault bot es in der Dauphine und im Renault 8 und 10 an.
Das Cotal-Vorwählgetriebe wurde auch für leichte Eisenbahn-Dieseltriebwagen eingesetzt, unter anderem in Wickham.

### Mehrkupplungsgetriebe
Ein Mehrkupplungsgetriebe vermeidet die Schwierigkeiten des Gangwechsels dadurch, dass gar keine Gangwechsel notwendig sind. Es funktioniert als eine Reihe separater Übersetzungen, von denen jedes durch eine eigene Kupplung zu- und abgeschaltet wird, wobei eine Steuerung verhindert, dass zwei Übersetzungen gleichzeitig im Eingriff sind. Der Wechsel der Gänge wird durch einen Wechsel der Kupplungen bewerkstelligt. Ein Vorteil dieser Anordnung ist die leichte Fernbedienbarkeit, weil der Schalthebel nicht mechanisch mit dem Getriebe verbunden sein muss.

#### Eine Übersetzung pro Kupplung
Diese Getriebebauart tauchte im März 1917 bei den Oldbury-Getriebeversuchen bei acht verschiedenen Panzern aus dem Ersten Weltkrieg auf. Jede Übersetzung hatte ihre eigene Welle und ihre eigene Kupplung. Wenn die Kupplungen so gesteuert sind, dass immer nur eine gleichzeitig im Eingriff sein kann, ist das System sehr einfach.
Anfang der 1980er-Jahre wurde im Vereinigten Königreich Großbritannien und Nordirland unter dem Namen Maxwell ein ähnliches System für Stadtbusse entwickelt; es war ein Vierganggetriebe. Die Stadtbusse des Vereinigten Königreiches waren meist Doppeldeckbusse mit hinten quer eingebauten Dieselmotoren. Stop-and-Go-Betrieb ist häufig, wodurch Kupplungen für normale Handschaltgetriebe schnell verschleißen. Der Vorteil dieses Systems waren die vier  Mehrscheiben-Ölbadkupplungen, die alle von außerhalb des Motorraums ohne Ausbau des Motors leicht gewartet werden konnten. Allerdings erwiesen sich die ersten Getriebe als unzuverlässig. 1985 vergab die Firma Brockhouse, die diese Getriebe ursprünglich entwickelt hatte, den Bau in Lizenz an Avon Maxwell Transmissions. Eine weiterentwickelte Version mit einer größeren Ölpumpe wurde zur Nachrüstung für die meisten Busse in Großbritannien angeboten. Eine ungewöhnliche Möglichkeit dieses Getriebes bestand darin, den ersten und den zweiten Gang gleichzeitig einzurücken. Damit wurde die Funktion eines Retarders mit 50 bhp Leistung realisiert.

#### Panzerkampfwagen Tiger
Der Panzerkampfwagen Tiger im Zweiten Weltkrieg hatte eine Art Vorwählgetriebe mit acht Gängen. Kupplungen wurden in Kombinationen eingesetzt, was sehr viel mehr Übersetzungen ermöglichte als Aktoren vorhanden waren. Die Betätigung war hydraulisch, um den Fahrer zu entlasten. Es gab drei Hydraulikzylinder, die in jeweils zwei Positionen gebracht werden konnten und formschlüssige Kupplungen für Gangstufen auf vier Wellen steuerten. Die Zylinder wurden mit einem Kugelhahn und einem einfachen Schalthebel gesteuert und aktiviert, wenn der Schalthebel seitwärts in Position geschoben wurde. Die Kombination der drei Zylinder, eigentlich ein 3-Bit-Binärcode, ermöglichte acht verschiedene Übersetzungen. Bei Rückwärtsfahrt waren davon nur die unteren vier nutzbar. Die Untersuchung des Getriebes des 1943 im Krieg von der britischen Armee erbeuteten Tiger Nr. 131 wurde von Armstrong Siddeley durchgeführt, da man dort über Experten im Getriebebau verfügte.

#### Doppelkupplungsgetriebe
Die Idee des schnellen Gangwechsels durch Betätigung nur von Kupplungen wird auch in Doppelkupplungsgetrieben moderner Pkw angewandt. Sie sind fast so einfach wie normale Schaltgetriebe aufgebaut und haben die hohe Schaltgeschwindigkeit von Kupplungssystemen. Sie bestehen aus zwei Teilgetrieben, die jeweils die ungeraden (I,III und V) und die geraden (II, IV und R) Gänge anbieten. Über die beiden Kupplungen wird dann gesteuert, welches der beiden Teilgetriebe die Motorleistung an den Antrieb überträgt. Die Gangwechsel in den einzelnen Getrieben geschehen automatisch, indem das ausgekuppelte Getriebe dem Fahrer die jeweils nächste Gangstufe zur Verfügung stellt. Wenn die nächste Gangstufe korrekt ausgewählt wurde (zum Beispiel durch einen Bordcomputer, der sich zwischen Herauf- und Herunterschalten entscheidet), besteht der Wechsel der Übersetzung lediglich im Ausrücken der einen und gleichzeitigem Schließen der anderen Kupplung. Unerwartete Fahrmanöver können das System aus dem Takt bringen und es muss erst die richtige Übersetzungsstufe gewählt werden, bevor die betreffende Kupplung eingerückt wird. Dann ist der Gangwechsel sehr viel langsamer.

## Einsatz

### Pkw

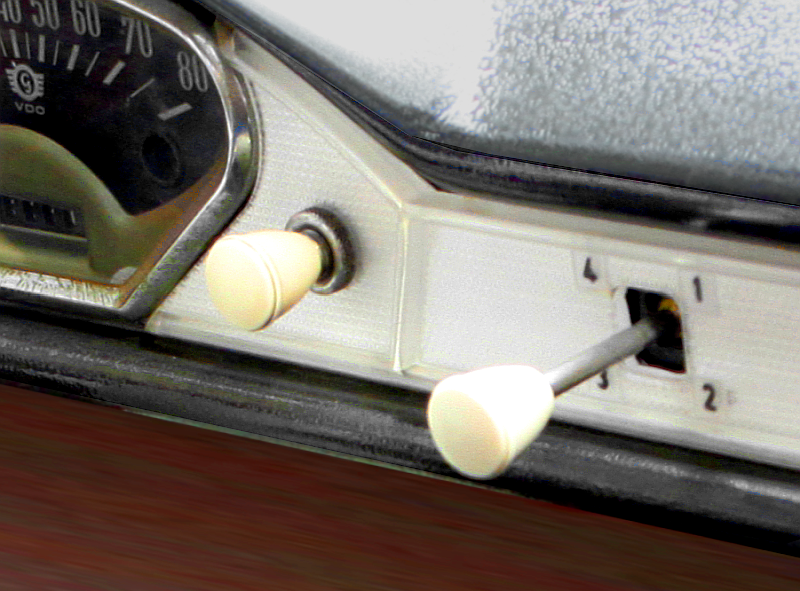
Gangschaltung eines Goggomobil Coupe

- Armstrong Siddeley[16] war der letzte Automobilhersteller, der das Wilson-Vorwählgetriebe einsetzte.[2]
- Alle Daimler-Modelle von 1930 bis in die 1950er-Jahre[17][18] hatten diese Vorwählgetriebe, die zunächst im Double-Six eingesetzt waren. Der Vorstandsvorsitzende erklärte den Aktionären auf der jährlichen Versammlung im November 1933:

„The Daimler Fluid Flywheel Transmission now has three years of success behind it and more than 11,000 vehicles, ranging from 10 h.p. passenger cars to double-deck omnibuses, aggregating over 160,000 h.p., incorporate this transmission.(..) it has yet to be proved that any other system offers all the advantages of the Daimler Fluid Flywheel Transmission. Our Daimler, Lanchester and BSA cars remain what we set out to make them—the aristocrats of their class and type.(…) We have also received numerous inquiries from overseas markets. (Applause)“.
[Zu Deutsch: „Die Daimler Fluid Flywheel Transmission haben nun drei erfolgreiche Jahre in mehr als 11.000 Fahrzeugen, vom 10-bhp-Pkw bis zum Doppeldeckbus, hinter sich gebracht und dabei mehr als 160.000 bhp weitergeleitet. (…) es müsste noch bewiesen werden, dass irgendein anderes System die gleichen Vorteile wie die Daimler Fluid Flywheel Transmission bietet. Unsere Wagen der Marken Daimler, Lanchester und BSA bleiben das, wofür wir sie geschaffen haben – die Aristokraten ihrer Klasse und ihres Typs (…) Wir haben auch viele Nachfragen aus Übersee erhalten. (Applaus)“ ]
- Alle Maybach-Modelle von 1929 bis 1941
- MG Magnette K1–KN
- Die meisten Riley-Modelle Mitte der 1930er-Jahre
- Peugeot 402 (Cotal-Version)
- Crossley
- Cord 810/812
- Tucker ’48
- Goggomobil, Vorwahlschaltung bekannt als „Selectromat“, Getriebe von Getrag

### Stadtbusse

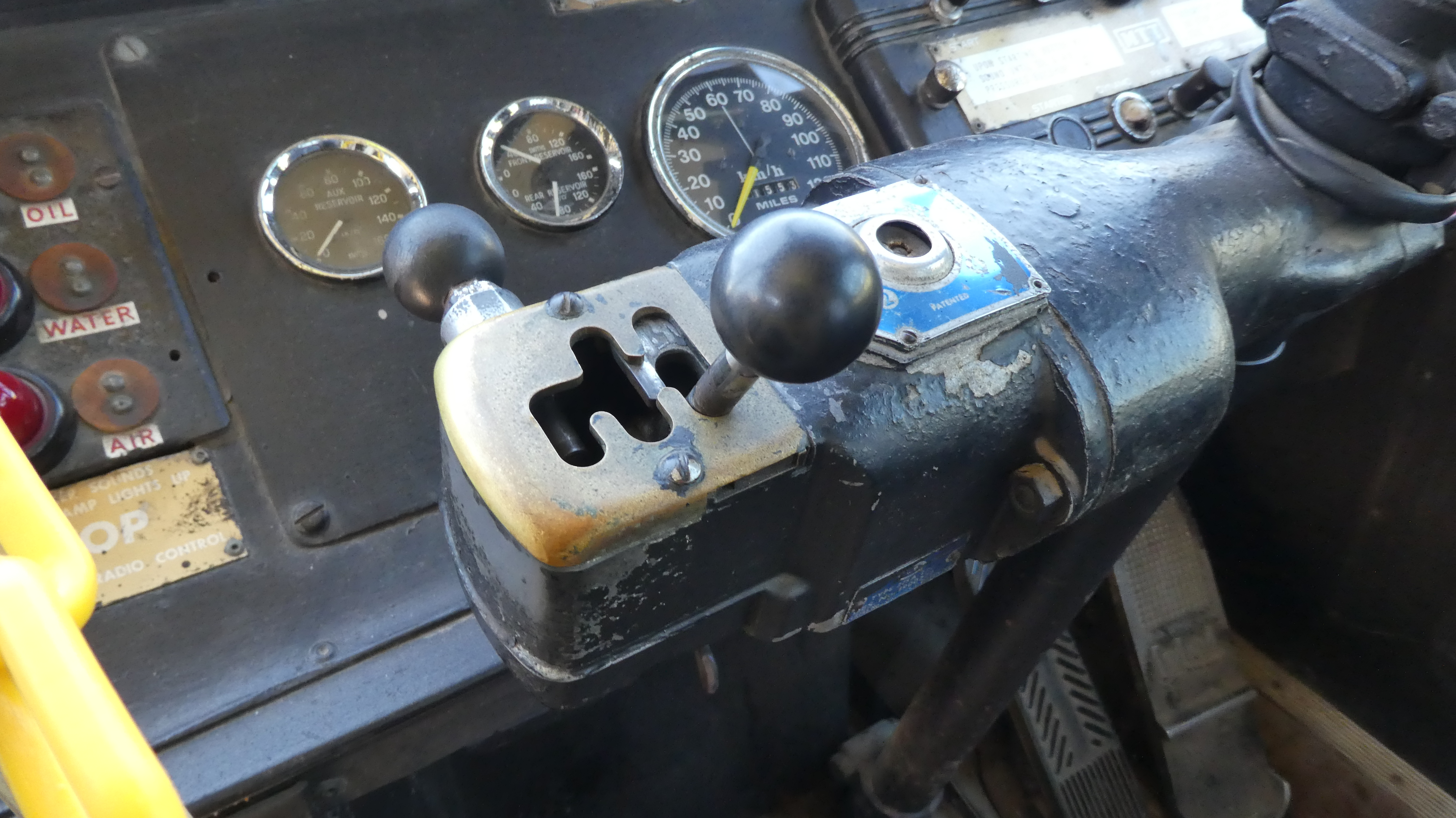
Gangwählhebel in einem australischen Stadtbus von Leyland

Ein wesentlicher Anteil der britischen Stadtbusse der Baujahre 1935 bis 1960 hatte Vorwählgetriebe, besonders die von Daimler und AEC sowie einige von Leyland. Einige davon waren mechanisch, aber der AEC Typ RT, damals in London fast ausschließlich eingesetzt, hatte ein druckluftbetätigtes Getriebe (Druckluft wurde bei diesem Modell auch zur Betätigung der Bremsen, der Scheibenwischer usw. eingesetzt), das einen charakteristischen Luftstoß von sich gab, wenn das Gangwechselpedal betätigt wurde. Typisch für die Londoner Busse war, dass sie einen sehr niedrig übersetzten ersten Gang hatten, der nur an Steigungen eingesetzt wurde. Vor dem Anfahren wählte der Fahrer den zweiten Gang vor, drückte das Gangwechselpedal, ließ es wieder los und wählte den dritten Gang vor, alles, während der Bus noch stand. Zum Anfahren wurde dann nur das Gaspedal gedrückt und bei etwa 24 km/h das Gangwechselpedal, das den dritten Gang einlegte. Mit diesem Schub fuhr der Bus meistens bis zur nächsten Haltestelle, wo er mit eingelegtem Gang zum Stehen gebracht wurde. Beim erneuten Anfahren begann der Prozess erneut.

### Panzerwagen
- Daimler Dingo
- Daimler Ferret
- Alvis Saracen
- Praga LT-38 und sein Abkömmling ČKD-Praga TNH
- FV721 Fox
- OT-64 SKOT

### Motorräder
Einige James-Motorräder in den 1950er-Jahren wurden mit Villiers-Zweitaktmotoren ausgestattet, die Vorwählgetriebe hatten. Man drückte das Gangpedal nach unten, um den ersten Gang vorzuwählen und zog dann den Kupplungshebel. Ließ man ihn los, wurde der erste Gang eingerückt und das Motorrad fuhr los. Dann konnte man mit dem Gangpedal den zweiten Gang vorwählen, der wiederum erst eingerückt wurde, sobald man den Kupplungshebel zog und wieder losließ.

### Eisenbahntriebwagen
Einige frühe Eisenbahntriebwagen mit Antrieb durch Verbrennungsmotoren (Otto oder Diesel) hatten Wilson-Vorwählgetriebe. Zum Beispiel hatte der von einem AEC-Motor angetriebene GWR 'Flying-Banana'-Triebwagen solch ein Getriebe.